# Uraeotyphlus
Uraeotyphlus là một chi động vật lưỡng cư trong họ Ichthyophiidae, thuộc bộ Gymnophiona. Chi này có 6 loài và không bị đe dọa tuyệt chủng.

## Hình ảnh

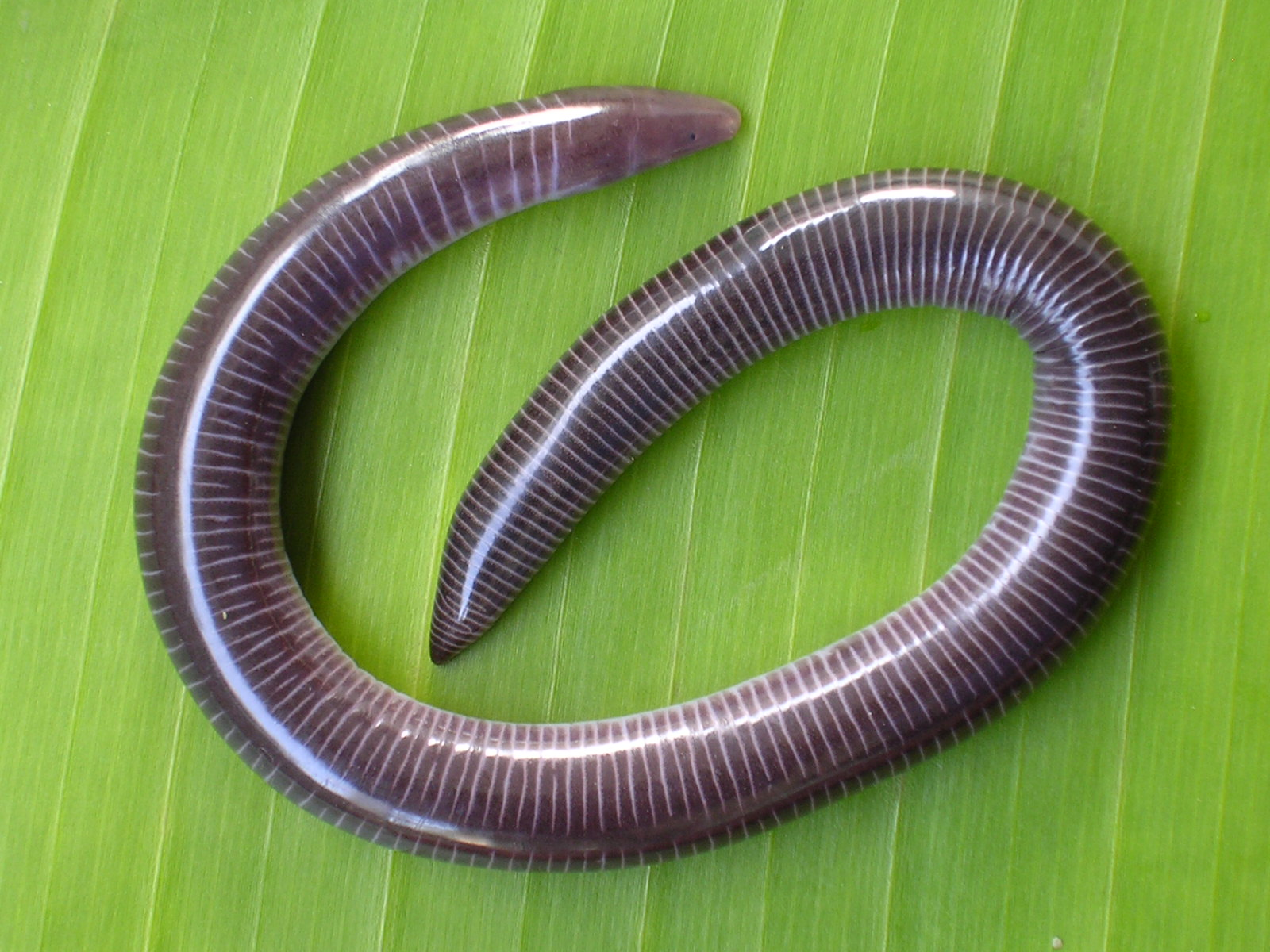
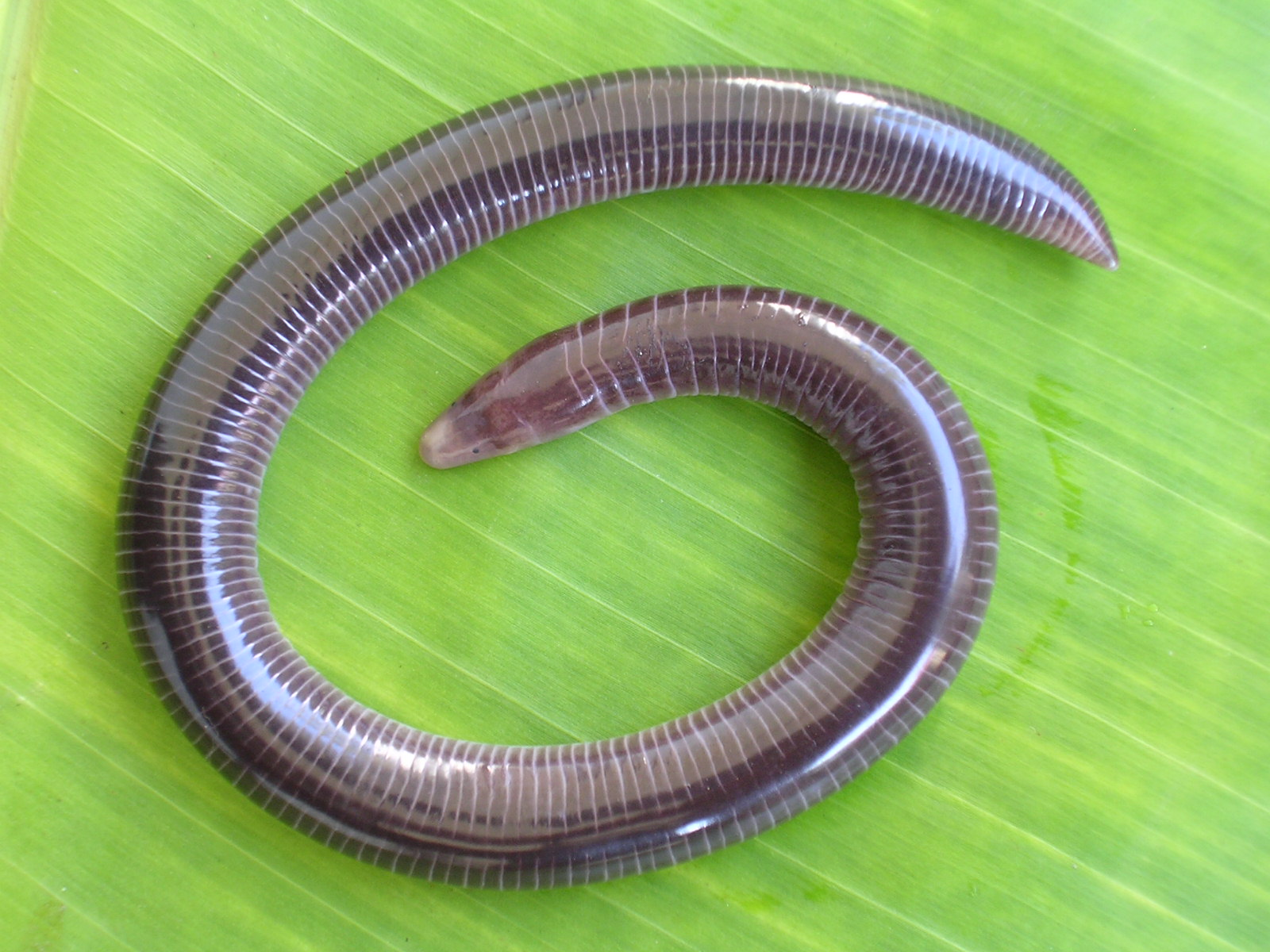
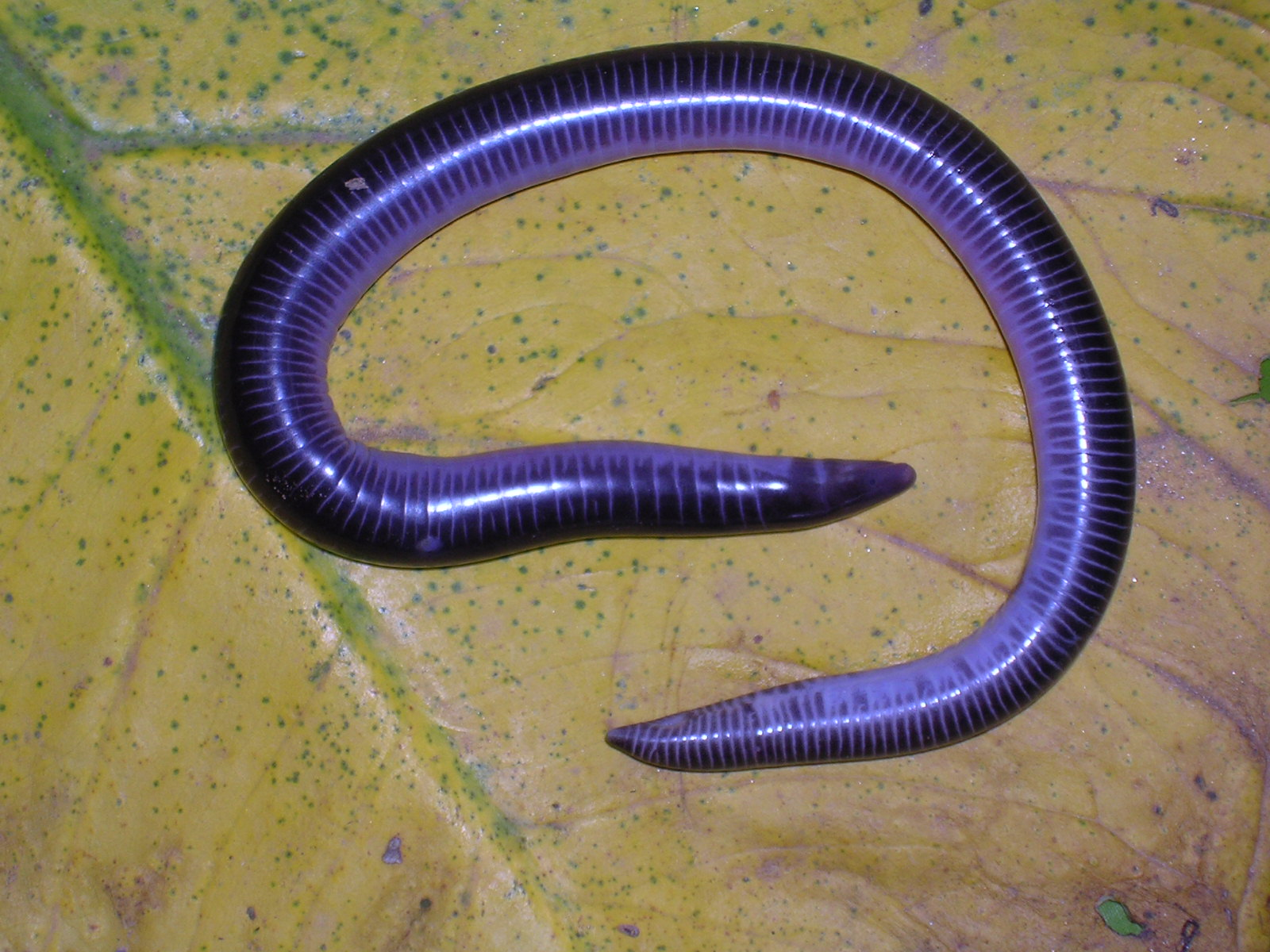